# Summer Magic
Summer Magic (с англ. — «Летняя Магия») — второй специальный летний мини-альбом (седьмой в целом) южнокорейской гёрл-группы Red Velvet. Альбом был выпущен 6 августа 2018 года, и содержит семь треков, в том числе ведущий сингл «Power Up» и английскую версию «Bad Boy» в качестве бонус-трека. Альбом был продан как их специальный «Летний» альбом после The Red Summer, который был выпущен в июле 2017 года.
Альбом стал коммерческим успехом внутри страны и на международном уровне, возглавляя альбомный чарт Южной Кореи Gaon, одиночный чарт и чарт загрузки. В другом месте, он дебютировал на третьем месте в чарте США Billbord World Albums. Он также наметил на веб-сайте Heatseekers Albums Chart на 3 строчке, цифровые альбомы на 21 строчке, и стал первым релизом группы, котопый вошёл в топ-чарте продаж альбомов на 91 строчке. Ведущий сингл «Power Up» также дебютировал на 6 строчке в мировом чарте цифровых песен. Во Франции альбом занял 42-е место во французском чарте загрузок альбомов. Альбом также является первым релизом группы в чарте в Великобритании и Австралии, дебютировав на 38 строчке в UK Album Downloads Chart и на 31 строчке в Australian Top 50 Digital Albums Chart.

## Предпосылки
После выпуска своего первого японского мини-альбомы #Cookie Jar компания SM Entertainment заявил в июле, что Red Velvet выпустят свой шестой мини-альбом в августе. Osen сообщил, что съёмки  музыкального видео для сингла «Power Up» были завершены в провинции Кенгидо 19 июля, а через несколько дней SM Entertainment объявил, что альбом будет выпущен 6 августа под названием Summer Magic.

## Композиции
Ведущий сингл «Power Up» был описан PopCrush как оптимистичная песня с «мелодией, напоминающей 8-битные видеоигры с текстами, которые выражают тему». Это второй летний сингл группы после «Red Flavor». Во время пресс-конференции для своего второго сольного концерта "REDMARE" на гандбольной арене Олимпийского парка в юго-восточном Сеуле 5 августа участница группы Йери сравнила мелодию с мелодией игры в Тетрис, заявив, что она «думала, что это именно та песня, которую вы должны слушать летом, поскольку она заряжает энергией». Между тем, участница группы Вэнди сравнила его с их первым летним синглом «Red Flavor», который был выпущен в 2017 году, и признался, что она «сначала не была очень впечатлена», но добавила: «чем больше я слушала песню, тем больше энергии она дала мне».
Альбом содержит шесть других треков, включая английскую версию «Bad Boy», которую группа ранее впервые исполнила на KCON 2018 в Нью-Йорке в июне того же года. Песня отмечает первый англоязычный релиз группы.
Клэр Чунг из журнала Haps охарактеризовала второй трек «With You» как R&B-песню, в основе которой лежат модные звуки регги-синтезатора с ритмом мумбатон. Третья песня «Mr.E», которая является игрой на слове «тайна», «создает иллюзию пребывания на сафари в джунглях"» с ее красочными звуками животных. «Mosquito» - это новый жанр свинга, встроенный в сильные хип-хоп канавки. Чунг также заявила, что пятый трек «Hit that Drum» - это «энергичная песня, напоминающая Южноамериканский фестиваль самбы» с его перкуссионными инструментами самбы, прохладными звуками латуни и басовыми линиями, похожими на сердцебиение. 
«Blue Lemonade» - это городская поп-танцевальная песня с ритмичной синтезаторной базой и пузырьковыми фоновыми звуками.

## Релиз и промоушен
Для продвижения альбома 29 июля 2018 года была выпущена серия фото-тизеров через официальные аккаунты группы в социальных сетях. SM Entertainment также запустил интерактивную игру на своем официальном сайте. До своего официального релиза группа исполнила новые песни из альбома во время своего второго концерта «REDMARE» 5 августа 2018 года, впервые показав их публике.
Альбом был выпущен 6 августа по всему миру, с выпуском iTunes с дополнительным треком подкаста «Red Radio», который описывается как «специальная звуковая дорожка». В тот же день было выпущено музыкальное видео для «Power Up». Хореография была сделана Кайлом Ханагами, который поставил несколько хореографий для группы, и для сингл «Peek-A-Boo». Red Velvet также провели специальную прямую трансляцию в день своего релиза для продвижения, через приложение «V Live». Физическая копия была выпущена в шести версиях с одной стандартной версией и пятью версиями ограниченного выпуска, по одной для каждой участницей. Red Velvet начали проодвижение на музыкальных шоу 10 августа через музыкальную программу Music Bank.

## Коммерческий успех
Сингл «Power Up» возглавил все музыкальные чарты Южной Кореи после его выпуска, достигнув «perfect all-kill». Он возглавил альбомный чарт Gaon, в то время как ведущий сингл также возглавил как цифровой чарт Gaon, так и чарт загрузки Gaon в первую неделю. За исключением английской версии «Bad Boy» все треки альбома внесены в цифровой график.
Были проданы более 2000 копий альбома в США в первую неделю, превысив свой предыдущий рекорд с Perfect Velvet сделав его лучшей неделей продаж в США на сегодняшний день. Он дебютировал на 3 строчке в чарте Billboard World Albums, а также связали с их предыдущей записи на вершине Top Heatseekers альбомы чарте под номером 3. Он также занял 21 -е место в чарте цифровых альбомов и дебютировал на 91 строчке в чарте продаж лучших альбомов, впервые появившись на последнем чарте. Во Франции Summer Magic достиг 42 -го места в чарте загрузок французских альбомов. Альбом дебютировал под номером 38 в UK Album Downloads Chart и на 31 строчке в Australian Top 50 Digital Albums Chart, что сделало его первым альбомом в чарте в обеих странах. В Японии альбом занял 35 -е место в недельном альбомном чарте Oricon. Были проданы 155,247 физических копий альбома за август на Gaon Chart, превзойдя продажи Perfect Velvet.

## Восприятие
Альбом получил хорошие отзывы от родной страны группы, Южной Кореи. Хон Дам-Ян из Korea Herald высказал мнение, что альбом доказал, что Red Velvet «не задерживается в прошлом, а вместо этого переходит на следующий уровень». Затем он добавил, что группа оправдала свое название «Summer Queens» и что альбом «изобилует всеми элементами, которые поднимут ваше настроение». Тем не менее, он также заявил, что, возможно, потребуется прослушать заглавный трек «Power Up» несколько раз, чтобы полностью вибрировать с ним, но в конечном итоге слушатель будет «напевать причудливый припер «Banana-na-na» поверх причудливого чиптюна». Точно так же Клэр Чон из журнала Haps первоначально нашла песню «немного детской», но подумала, что «молодая, освежающая летняя атмосфера музыки заразительна», и сказала, что позже она обнаружила, что «подсознательно поет захватывающую линию песни». Она также выделила городской поп-танцевальный трек «Blue Lemonade» в качестве своего любимого из альбома.
Пак Сукн из Kotaku отметил, что группа «шагнула вперед, чтобы заполнить крайне необходимую нишу в K-pop» и назвал Red Velvet «духовными преемниками Orange Caramel в качестве постоянных поставщиков причудливых концептов». Nnehkai Agbor из KultScene назвал повторение «banana» на протяжении всего ведущего сингла «миньоном» и заявил, что трек может похвастаться ритмом, имитирующим видеоигру 8-битного стиля, включая звуковые эффекты, слышимые в играх «Super Mario» и «Tetris». Затем они выбрали «With You», «Mosquito» и «Blue Lemonade» в качестве выдающихся из альбома. Писатель также подумал, что добавление английской версии их сингла «Bad Boy» сохранило «бархатную» ауру и послужит мостом к их следующему альбому, который, как они предсказывают, «может быть более глубокой красной или бархатной концепцией в холодные сезоны». Затем они пришли к выводу, что альбом установил группу как «истинных летних соперников», которые были закреплены дальше, достигнув своего первого «All-Kill» в чартах в реальном времени.

## Трек-лист
| №                   | Название                                                            | Текст песни                            | Музыка                                                                                        | Arrangements                                                     | Длительность |
| ------------------- | ------------------------------------------------------------------- | -------------------------------------- | --------------------------------------------------------------------------------------------- | ---------------------------------------------------------------- | ------------ |
| 1.                  | «Power Up»                                                          | Kenzie                                 | Amanda Salsabila Ellen Berg Tollbom Cazzi Opeia Jonatan Gusmark Ludvig Evers a.k.a. Moonshine | Jonatan Gusmark Ludvig Evers a.k.a. Moonshine                    | 3:22         |
| 2.                  | «With You» (кор. 한 여름의 크리스마스, lit. "A Summer's Christmas") | January 8th, Song Carrot (Jam Factory) | :en: Nermin Harambasic Anne Judith Wik Jin By Jin Hugo Solis Gionata Caracciolo               | Nermin Harambasic Hugo Solis Jin By Jin Anne Judith Wik          | 3:27         |
| 3.                  | «Mr. E»                                                             | Kenzie                                 | Trinity Kenzie Courtney Woolsey                                                               | Trinity                                                          | 3:38         |
| 4.                  | «Mosquito»                                                          | Seo Ji-eum                             | Teddy Riley Lee Hyun-seung DOM Daniel Obi Klein Ylva Dimberg                                  | Teddy Riley                                                      | 3:11         |
| 5.                  | «Hit That Drum»                                                     | Misfit                                 | Ronny Svendsen Nermin Harambasic Anne Judith Wik Blair MacKichan                              | Ronny Svendsen Nermin Harambasic Anne Judith Wik Blair MacKichan | 3:12         |
| 6.                  | «Blue Lemonade»                                                     | Seo Ji-eum                             | Lee Joo-hyung (Monotree) NOPARI Cazzi Opeia                                                   | NOPARI                                                           | 3:16         |
| 7.                  | «Bad Boy» (English version) (bonus track)                           | Whitney Phillips                       | The Stereotypes Maxx Song Whitney Phillips Yoo Young-jin                                      | The Stereotypes                                                  | 3:28         |
| Общая длительность: | Общая длительность:                                                 | Общая длительность:                    | Общая длительность:                                                                           | Общая длительность:                                              | 23:46        |

| №                   | Название                          | Длительность |
| ------------------- | --------------------------------- | ------------ |
| 8.                  | «Red Radio» (special audio track) | 11:18        |
| Общая длительность: | Общая длительность:               | 35:02        |

## Чарты
| Чарты (2018)                             | Пиковые позиции |
| ---------------------------------------- | --------------- |
| Австралия (ARIA)                         | 31              |
| Франция (SNEP)                           | 42              |
| Япония (Oricon)                          | 12              |
| Республика Корея (Gaon)                  | 1               |
| Великобритания (UK Digital Albums Chart) | 38              |
| США Digital Albums (Billboard)           | 21              |
| США (Billboard Top Heatseekers Albums)   | 3               |
| США (Billboard Top Album Sales)          | 91              |
| США (Billboard World Albums)             | 3               |

| Чарты (2018)            | Позиции |
| ----------------------- | ------- |
| Республика Корея (Gaon) | 2       |

| Чарты (2018)            | Позиции |
| ----------------------- | ------- |
| Республика Корея (Gaon) | 30      |